# 長野地区 (河内長野市)

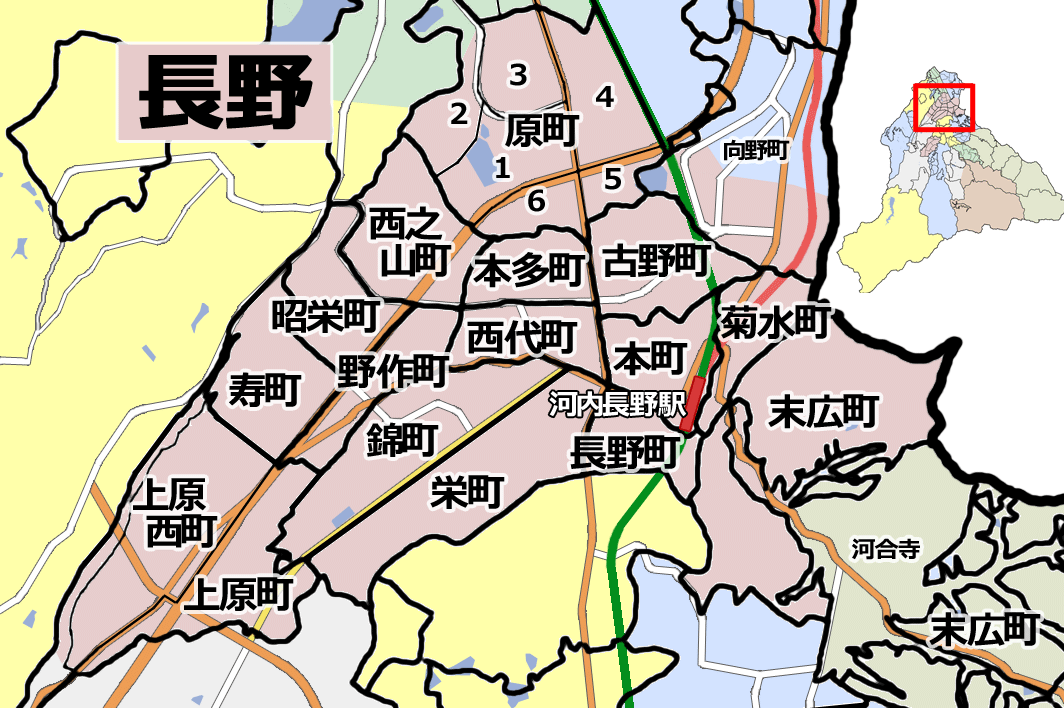
長野地区の地図

長野地区（ながのちく）は、大阪府河内長野市内の地域。1940年（昭和15年）までの旧・長野町域の大部分とその周辺の地域を指す。

## 歴史
- 1898年（明治31年）4月2日 - 高野鉄道（後に大阪高野鉄道、現・南海高野線）が長野村まで延伸され、長野駅（現・河内長野駅）が開業。
- 1889年（明治22年）4月1日 - 町村制が施行され、現区域に長野村（後に長野町）が成立する。
- 1902年（明治35年）12月12日 - 河南鉄道が長野駅まで延伸。
- 1906年（明治39年） - 極楽寺温泉が開業する。
- 1908年（明治41年） - 大阪高野鉄道と地元有志の出資により長野遊園地（現・長野公園）が開園。
- 1911年（明治44年）12月12日 - 長野町に千早川水力電気が設立され、翌年開業[1]。
- 1940年（昭和15年）6月1日 - 長野町が天野村、千代田村と合併し、区域は長野町の一部となる[2]。
- 1940年（昭和15年）9月 - 長野警察署が古野に庁舎を移転する[3]。
- 1948年（昭和23年） - 警察法の施行により、長野町警察署(現・河内長野警察署)が自治体警察として正式発足する。
- 1951年（昭和26年） - 清教学園中学校が現在の古野町に開校。
- 1954年（昭和29年）4月1日 - 長野町が合併により河内長野市となり、同市の一部となる。
- 1965年（昭和40年）3月30日 - 本町に河内長野市消防本部・消防署が発足。
- 1967年（昭和42年）6月 - 西代町に市立図書館が建て替わり移設。
- 1970年（昭和45年）4月 - 野作地区で土地区画整理事業が始まる。
- 1971年（昭和46年） - 天野山金剛寺の僧坊酒である「天野酒」の銘柄が西條合資会社によって復活する。
- 1971年（昭和46年）1月 - 古野地区で土地区画整理事業が始まる。
- 1973年（昭和48年）4月 - 原町に市内初の大阪府立長野高等学校が開校。
- 1975年（昭和50年）2月 - 河内長野警察著が西之山町に新築移転。
- 1976年（昭和51年）6月 - 上原西町などに河内長野工業団地が完成。
- 1976年（昭和51年）11月 - 錦町土地区画整理事業が完成。
- 1980年（昭和55年）6月 - 菊水町に市立休日急病診療所が開設。
- 1981年（昭和56年）3月 - 大阪外環状線（国道170号）が開通。
- 1982年（昭和57年）2月 - 栄町土地区画整理事業が完成。
- 1986年（昭和61年）5月 - 都市計画道路「野作向野線」が開通。
- 1988年（昭和63年）5月 - 市役所現庁舎が西代町から原町に移設し開庁。
- 1988年（昭和63年）12月 - 国道371号バイパスが開通。
- 1989年（平成元年）4月20日 - 河内長野駅前再開発が完了し、駅ビルとしてノバティながのが開業。
- 1992年（平成4年）4月 - 河内長野市立文化会館が会館。
- 2002年（平成14年）7月6日 - キックス（市民交流センター・図書館）が開設。
- 2012年（平成24年）10月 - 子ども・子育て総合センター「あいっく」が開設。
- 2013年（平成25年） - 河内長野駅およびバスターミナル周辺のリニューアル工事が完了する。
- 2013年（平成25年）11月6日 - 大阪府道217号大野天野線が開通。
- 2014年（平成26年）3月 - 新消防庁舎が本町から小山田町に移設。同時に市役所から消防本部も移転する。
- 2019年（令和元年）5月20日 - 高野街道などが日本遺産『中世に出逢えるまち 〜千年にわたり護られてきた中世文化遺産の宝庫〜』の認定を受ける[4]。

## 地理

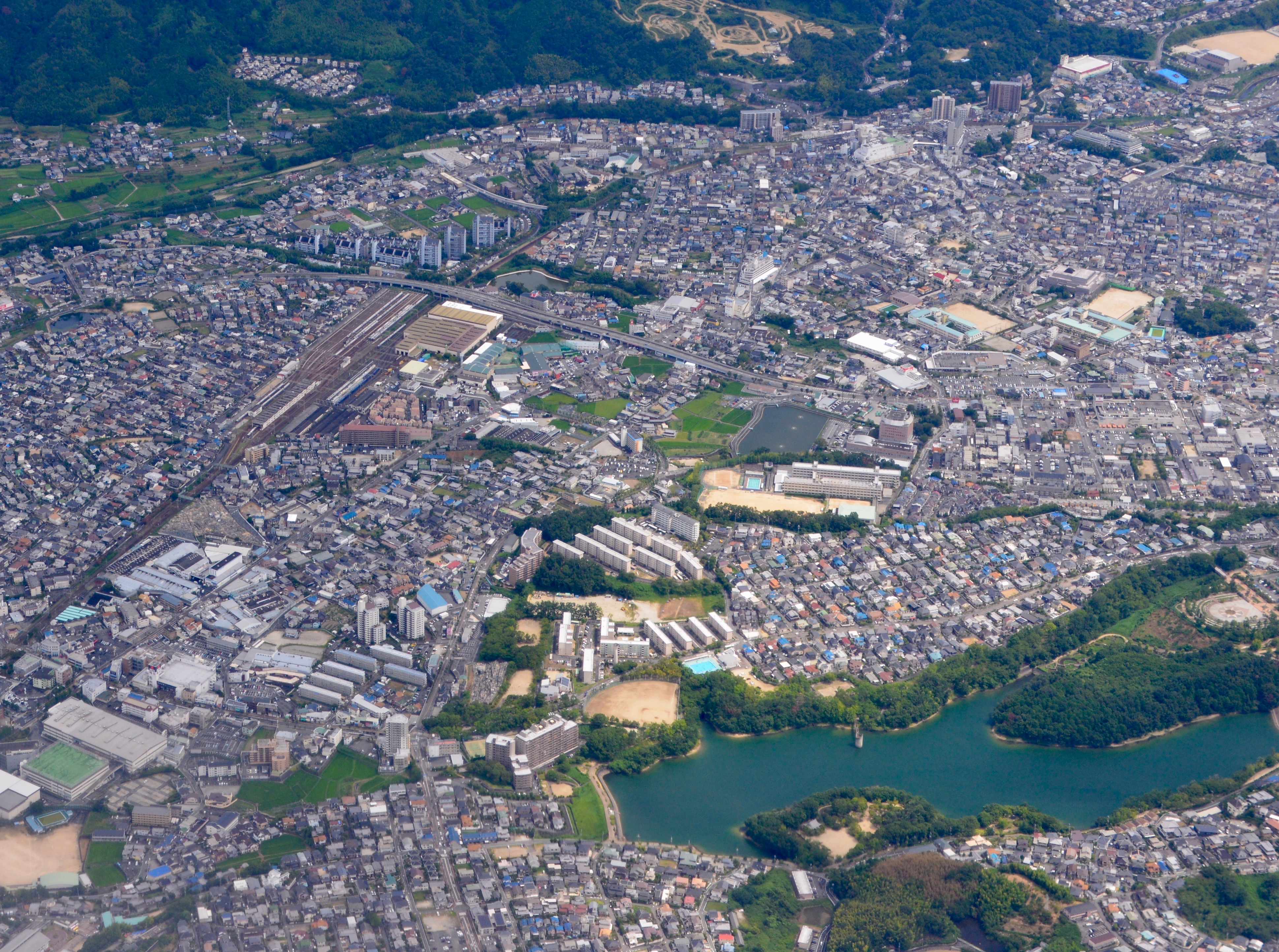
長野地域中心部（写真の上半分）

長野地域は、河内長野市の北東部に位置する。東端と南端に石川が流れている。主に南東部が河内長野駅を中心とした古くからの商店が集まる市街地となっており、北西部は大阪外環状線を中心に区画整理された商工業施設が広がっている。河内長野市のニュータウンはこの地域には少ないが、駅周辺の再開発とともに高層住宅が増えつつある。

### 河川
- 石川
  - 天見川と分岐した石川を古来「西条川（西篠川）」と呼んでいた[6]。
- 天見川

## 地域

### 本町

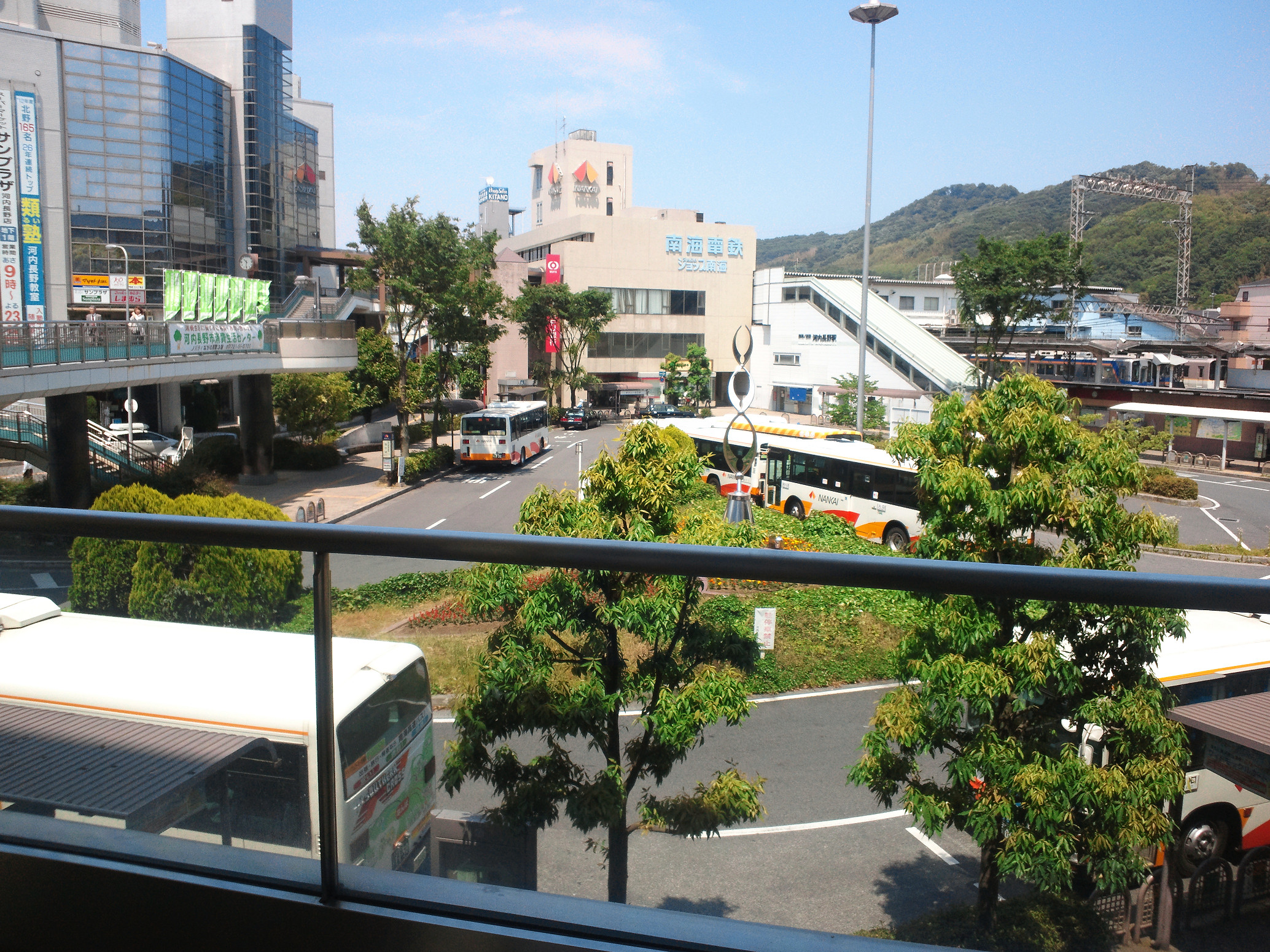
南海・近鉄 河内長野駅周辺

旧長野町の中心部で、七つ辻のように高野街道が交差する交通上の要衝となっており、近世から「河内国木屋堂」といわれる大規模な高野参詣の宿泊・休憩施設が並ぶなどして発展し、その後も#長野商店街をはじめとした市街地が形成されてきた。1966年6月1日の町名変更時に国道170号より北側を本町（ほんまち）として住居表示された。現在は河内長野駅前として再開発がなされ、南側を中心に駅ビルや高層住宅などが並びつつある。
主な施設、旧跡など
- 河内長野駅
  - 南海バス駅前バスターミナル
- ノバティながの北館
  - サンプラザ河内長野店
  - しまむら河内長野店
  - 「あいっく」河内長野市子ども・子育て総合センター
- 河内長野駅前交番
- 河内長野本町郵便局
- 三菱UFJ銀行河内長野支店
- 成協信用組合河内長野支店

### 長野町

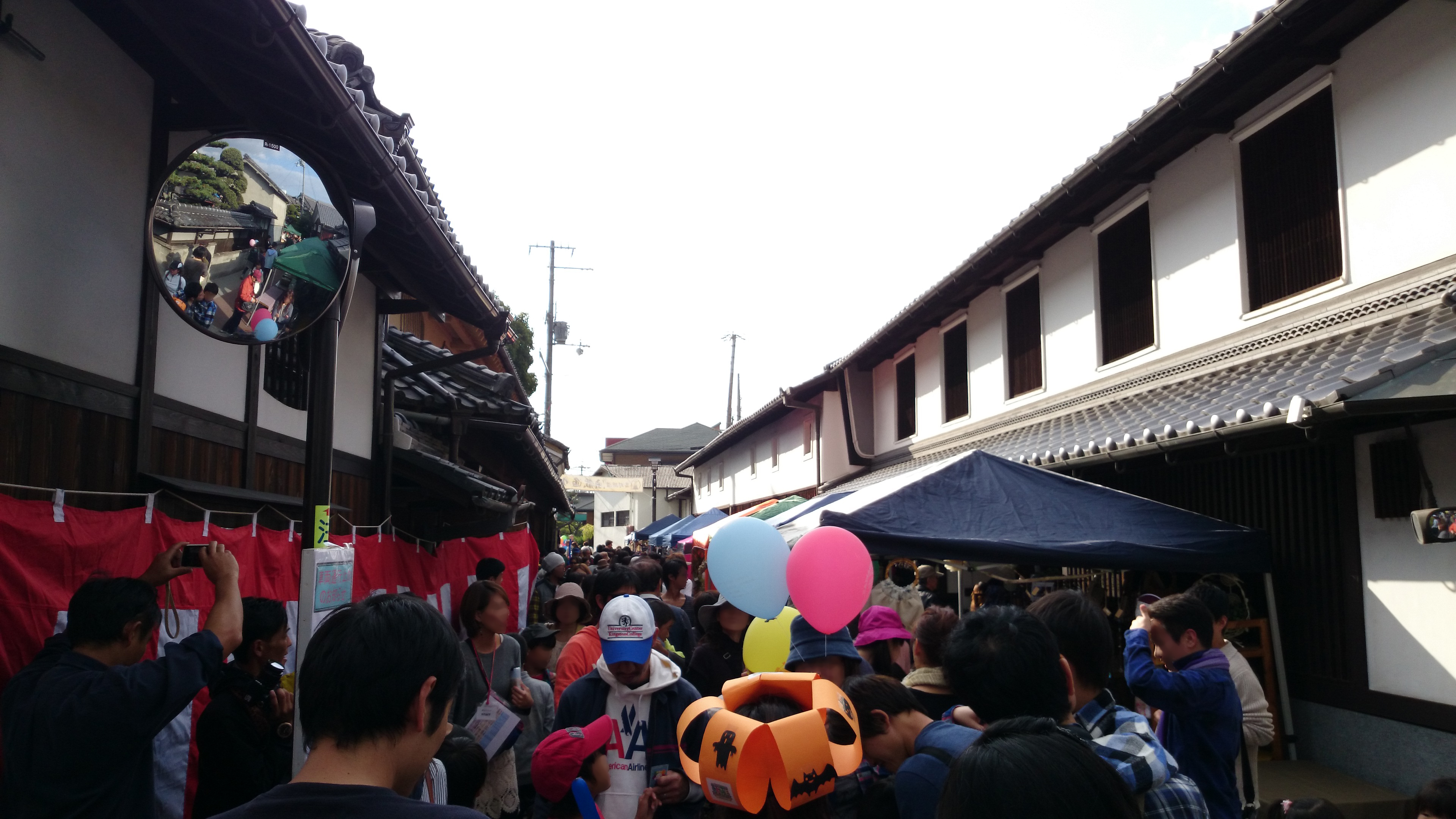
高野街道まつり（2013年）

1966年6月1日の町名変更時に旧長野町の国道170号より南側を長野町（ながのちょう）として住居表示された。現在も南西側は高野街道をはじめ、石川に面した町屋建築など旧街道の街並みが色濃く残る。北側は国道沿いに再開発され商店が軒を連ねており、南東側は高層住宅が並ぶ。
主な施設、旧跡など
- 高野街道
- 長野神社
- ノバティながの南館
- 三井住友銀行河内長野支店
- 南都銀行河内長野支店
- 沢田病院

### 菊水町
1966年6月1日の町名変更時に旧長野町の南海高野線より東側を菊水町（きくすいちょう）として住居表示された。南側は河内長野駅に隣接し、長野温泉に由来する古くからの駅前通りとなっている。北側は国道170号と国道310号が南北に通っており、主に工業団地で構成されている。
主な施設、旧跡など
- 市立保健センター・休日急病診療所
- ヴェリテ河内長野（南海不動産）

### 末広町
1966年6月1日の町名変更時に旧長野町の石川右岸を末広町（すえひろちょう）として住居表示された。石川沿いには明治から昭和にかけて長野温泉としてにぎわったが、現在は河内長野荘を除いて温泉旅館は残っておらず主に住宅地となっている。住所区分としては、末広町に複雑に絡むようにして河合寺が入り込んでいる。地形的には山麓地帯であり、長野公園と河合寺を分ける谷間に国道310号が走っている。
主な施設、旧跡など
- 長野温泉
- 長野公園奥河内さくら公園（長野地区）
- 清教学園中学校・高等学校

### 古野町

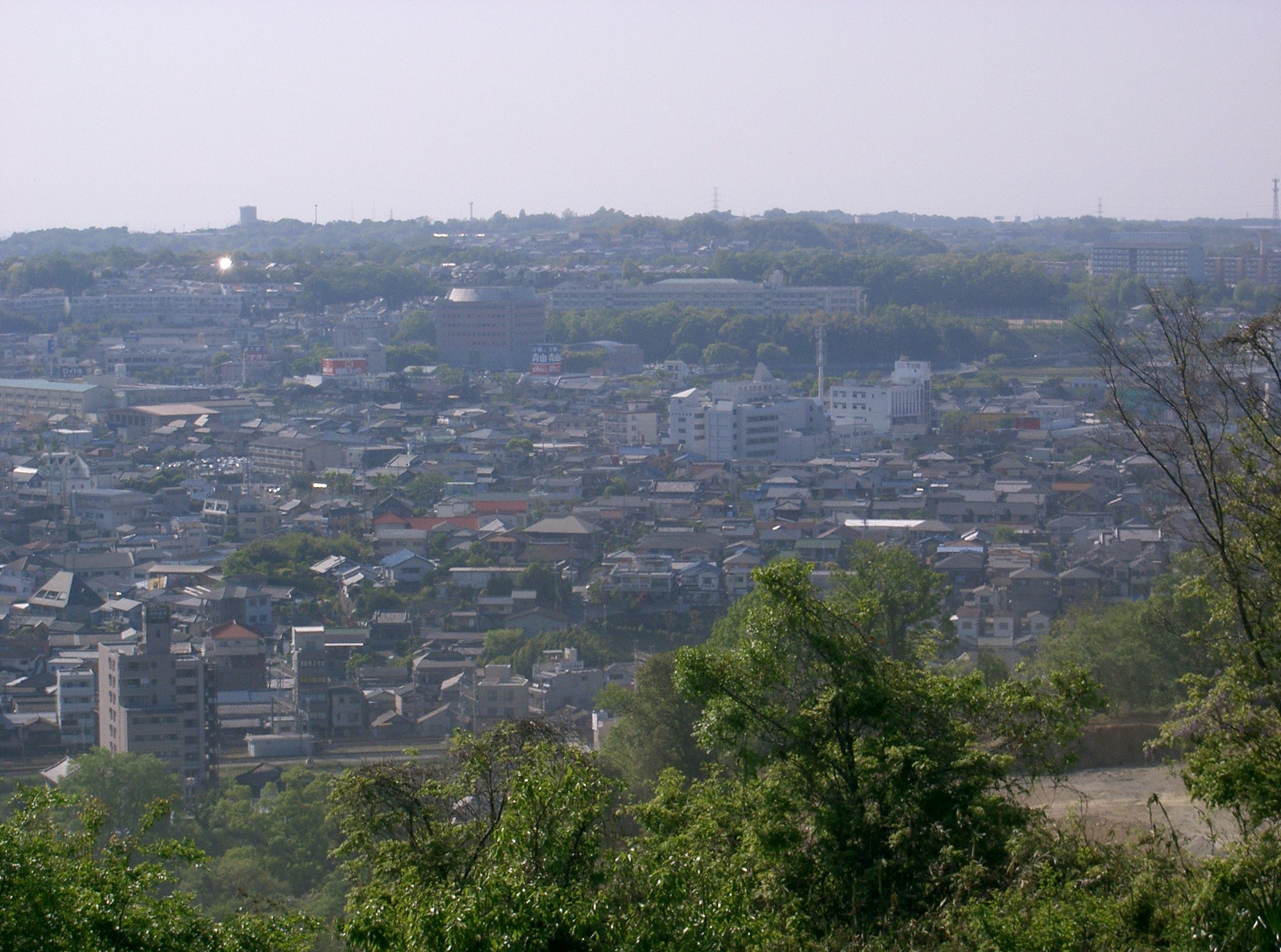
古野町・本多町全景

1966年6月1日の町名変更時に古野町（ふるのちょう）として住居表示された。旧古野村に由来し、1660年（万治3年）には膳所藩代官所が置かれていた。言い伝えによると、西高野街道の駅場として繁栄したが、大火によって全村焼失し、一時的に三日市に駅を移したきりとなったされている。1971年から1975年にかけて土地区画整理事業が行われており、現在は住宅地が広がっている。東端は河岸段丘を南海高野線が通っており、東西に市道「野作向野線」が貫く構造となっている。
主な施設、旧跡など
- 古野区会館
- 極楽寺
- 寺元記念病院

### 本多町
1966年6月1日の町名変更時に本多町（ほんだちょう）として住居表示された。旧西代村の北部に該当し、町名はこの地域にゆかりのある本多氏に由来する。東端を国道310号、南端を市道「野作向野線」が通っており、商店が立ち並んでいる。
主な施設、旧跡など
- JA大阪南河内長野支店

### 西代町
旧西代村に由来する。1966年6月1日の町名変更時に西代町（にしだいちょう）として住居表示された。現在の市庁舎に移設するまで役場が置かれていたほか、富田林保健所支所などの官公庁機関が集中していた。河岸段丘上にあり、南北に市道「河内長野駅前線」が通っており、その西側は西代神社と旧西代藩陣屋で古い町並みが残り、東側は住宅地となっている。
主な施設、旧跡など
- 西代区会館
- 西代神社
- 河内長野市立武道館（旧講堂）
- 市立文化会館ラブリーホール

### 錦町

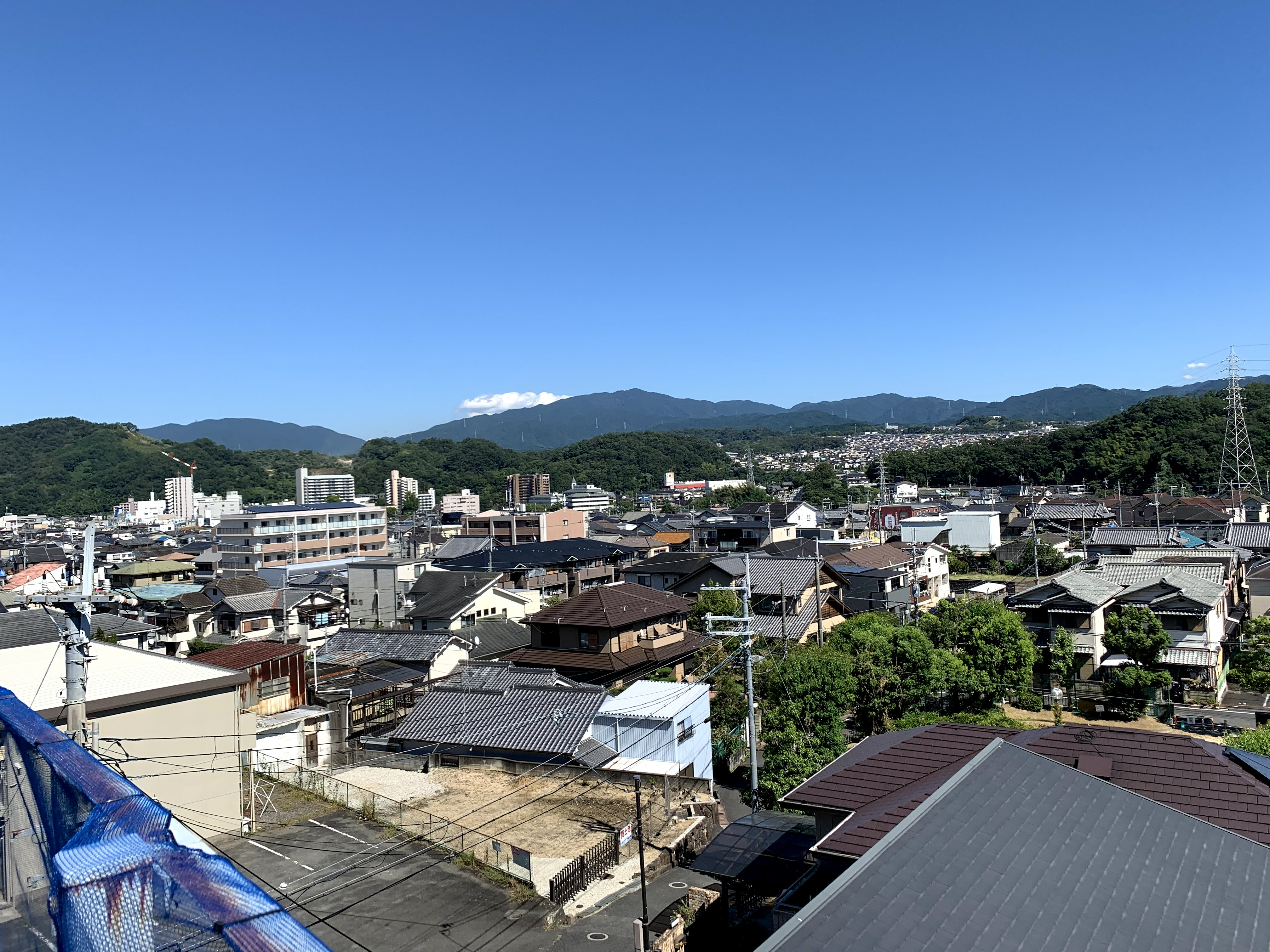
手前から錦町、栄町

旧西代村の南部のうち河内長野かつらぎ線より北側を錦町（にしきちょう）として、1966年6月1日の町名変更時に住居表示された。北端は河岸段丘となっており、錦町野作線のように急坂となっている。その裾野となる地域は錦町とともに下西代と呼ばれてきた。
主な施設、旧跡など
- 南海バス河内長野営業所

### 栄町
旧西代村の南部のうち河内長野かつらぎ線より南側を栄町（さかえちょう）として、1966年6月1日の町名変更時に住居表示された。錦町の一部とともに下西代と呼ばれてきた。南端は石川となっており、住宅街が広がっている。
主な施設、旧跡など
- 栄町南会館
- 西代浄水場
- 首無地蔵尊（庄之木地蔵尊）

### 原町

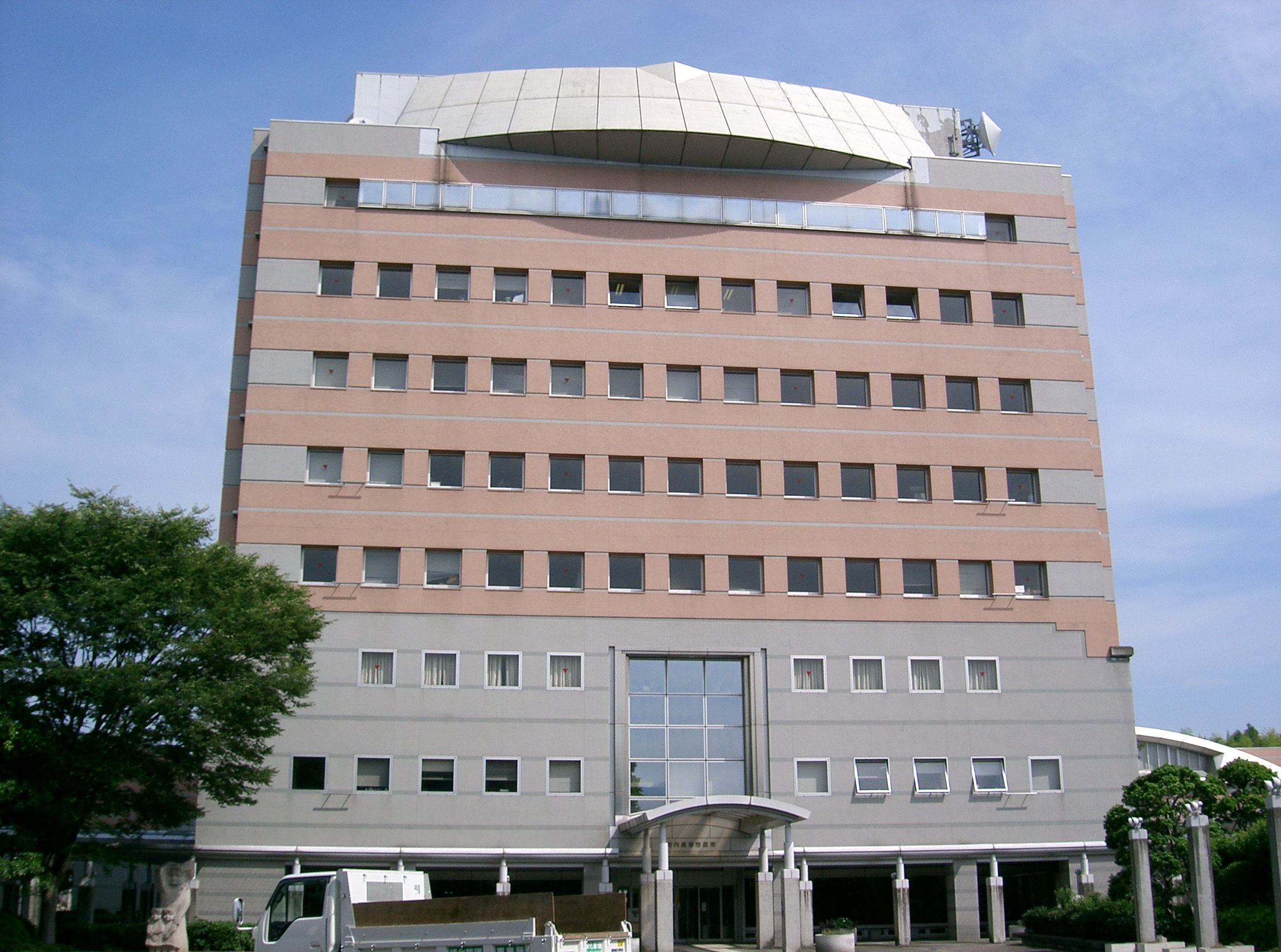
市役所庁舎

旧原村に由来し、市制施行時に原町（はらちょう）として町名変更され、2004年12月6日の町区域変更時に1丁目〜6丁目まで住居表示された。西高野街道に沿う立地にあり、南西から北東にのびた平坦な台地となっている。北部に市道「原町狭山線」が通り、南北に国道310号、東西に大阪外環状線（国道170号）が立体交差している。木戸西町との間に安倍晴明伝承の残る晴明塚が建っている。
主な施設、旧跡など
- 河内長野市役所
- 大池
- 南海電鉄千代田工場

### 野作町
旧野作村（野村、惣作村）を野作町（のさくちょう）として、1966年6月1日の町名変更時に住居表示され、1984年2月1日には西之山町・昭栄町・寿町を分離するかたちで大阪外環状線（国道170号）より南東部に町区域変更された。かつての巡礼街道（天野街道、府道20号）沿いは、市民会館、青少年センター、法務局長野出張所など官公庁機関が集まっていたが、現在は村落の面影を残す住宅地となっている。北部の外環状線沿いは商業施設が並んでいる。
主な施設、旧跡など
- 野作町自治会館・野作町集会所
- 河内長野野作郵便局

### 西之山町
野作町のうち市道「野作向野線」より北部を西之山町（にしのやまちょう）として、1984年2月1日の町名変更時に住居表示された。全域が区画整理されており、大型店舗をはじめとした商業施設が大阪外環状線（国道170号）を中心に立ち並ぶ。
主な施設、旧跡など
- 河内長野警察署
- 岡記念病院

### 昭栄町
野作町のうち大阪外環状線（国道170号）より北西部の北側を昭栄町（しょうえいちょう）として、1984年2月1日の町名変更時に住居表示された。ほぼ区画整理されており、ロードサイド店舗などの商業施設が並ぶ。
主な施設、旧跡など
- キックス（市立市民交流センター）
  - 河内長野市立図書館
  - 河内長野市商工会
- 河内長野市立会館
- 河内長野ガス
- 野作第1公園

### 寿町
野作町のうち大阪外環状線（国道170号）より北西部の南側を寿町（ことぶきちょう）として、1984年2月1日の町名変更時に住居表示された。全域が区画整理されており、ロードサイド店舗の商業施設のほか、中小規模の製造業団地が集積している。
主な施設、旧跡など
- ジョーシン河内長野店
- 市水道局 西之山配水場
- 三軒医院
- 河内長野工業団地
  - TONE河内長野工場
  - 大阪第一交通河内長野配車センター

### 上原町

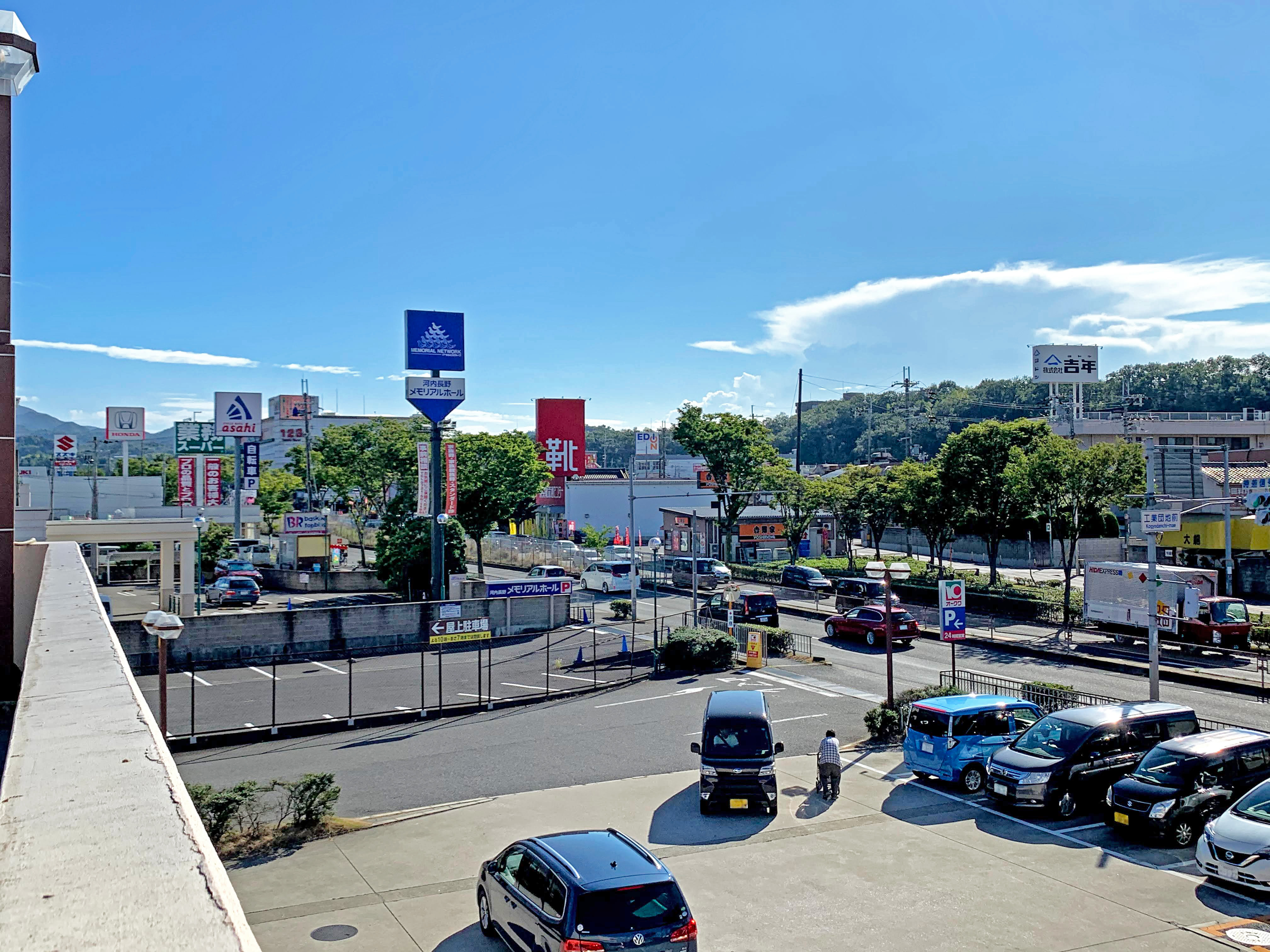
上原町・上原西町（大阪外環状線沿い）

旧上原村に由来し、市制施行時に上原町（うわはらちょう）として町名変更され、1998年3月1日には上原西町を分離した。石川の河岸段丘上に位置しており、金剛寺そして和泉へと通ずる巡礼街道（天野街道、府道20号）沿いにかつての村落の街並みが住宅地として残っている。現在は1976年までの土地区画整理によって、北部を中心に大阪外環状線（国道170号）沿いの商業施設が並んでいる。小山田町との間には上原都市環境緑地というグリーンベルトが設けられ、赤峰トンネルをはじめとした環境保護に対する配慮がなされている。
主な施設、旧跡など
- 上原町会館
- 河内長野メモリアルホール
- 広栄社つまようじ資料室

### 上原西町
1998年3月1日に上原町から分離する形で区域変更され、上原西町（うわはらにしまち）として住居表示された。ほぼ全域が工業団地として区画整理されており、大阪外環状線（国道170号）と国道371号の交点を中心に大型店舗が集中している。
主な施設、旧跡など
- 河内長野工業団地
  - 吉年
  - ヤマヒロ
- 塚穴古墳

## 交通

### 鉄道
- 南海高野線・近鉄長野線：河内長野駅

### 道路
- 国道170号（大阪外環状線）
- 国道310号
- 国道371号
- 大阪府道20号枚方富田林泉佐野線
- 大阪府道217号大野天野線
- 大阪府道218号河内長野かつらぎ線
- 西高野街道
- 東高野街道